# Iwan Bahatka
Iwan Mikałajewicz Bahatka (biał. Іван Мікалаевіч Багатка, ros. Иван Николаевич Богатко, Iwan Nikołajewicz Bogatko; ur. 9 października 1950 w Ćwirkach) – białoruski dziennikarz i polityk, w latach 2008–2012 deputowany do Izby Reprezentantów Zgromadzenia Narodowego Republiki Białorusi IV kadencji.

## Życiorys
Urodził się 9 października 1950 roku we wsi Ćwirki, w rejonie stołpeckim obwodu baranowickiego Białoruskiej SRR, ZSRR. Ukończył Białoruski Uniwersytet Państwowy, uzyskując wykształcenie wykładowcy języków białoruskiego i rosyjskiego. Pierwszą pracę otrzymał w stołpeckiej rejonowej gazecie „Pramień”. Służył w szeregach Armii Radzieckiej. Pracował jako instruktor, kierownik Wydziału Organizacyjnego Stołpeckiego Komitetu Rejonowego Leninowskiego Komunistycznego Związku Młodzieży Białorusi (LKZMB), instruktor Stołpeckiego Komitetu Rejonowego Komunistycznej Partii Białorusi (KPB), drugi, pierwszy sekretarz Stołpeckiego Komitetu Rejonowego LKZMB, kierownik Wydziału Propagandy i Agitacji Stołpeckiego Komitetu Rejonowego KPB, redaktor gazety „Pramień”, zastępca przewodniczącego Stołpeckiego Rejonowego Komitetu Wykonawczego ds. socjalnych, główny redaktor gazety „Pramień” i stacji radiowej „Radyjo Stołpcy”.
27 października 2008 roku został deputowanym do Izby Reprezentantów Białorusi IV kadencji ze Stołpeckiego Okręgu Wyborczego Nr 77. Pełnił w niej funkcję członka Stałej Komisji ds. Problemów Katastrofy Czarnobylskiej, Ekologii i Eksploatacji Przyrody. Od 13 listopada 2008 roku był członkiem Narodowej Grupy Republiki Białorusi w Unii Międzyparlamentarnej. Jego kadencja w Izbie Reprezentantów zakończyła się 18 października 2012 roku.

## Odznaczenia
- Medal Franciszka Skaryny;
- Dyplom Ministerstwa Informacji Republiki Białorusi „Za Owocną Pracę w Białoruskim Dziennikarstwie”[1].

## Życie prywatne
Iwan Bahatka jest żonaty, ma córkę.